# Bataille de la Martinique (1779)
Cet article concerne combat de la Martinique de 1779. Pour la bataille navale de 1780, voir Bataille de la Martinique (1780).
Guerre d’Indépendance d’Amérique
Batailles
La bataille de la Martinique est un affrontement naval secondaire de la guerre d'indépendance des États-Unis d'Amérique. Il se déroule le 18 décembre 1779 devant Fort Royal de la Martinique et oppose une escadre anglaise de treize vaisseaux commandée par Hyde Parker aux trois vaisseaux de La Motte-Piquet qui couvre l’entrée dans le port d’un important convoi venu de France. L’attaque anglaise est contenue, ce qui assure le sauvetage d'une large partie du convoi et confirme les talents manœuvriers de La Motte-Picquet auxquels rend hommage son adversaire.

## Le contexte: la stratégie de la guerre des convois
La guerre d'indépendance des États-Unis n’oppose pas seulement de grandes escadres qui cherchent la victoire décisive, mais comporte aussi un important volet économique : tous les pays engagés dans le conflit cherchent à protéger leurs voies commerciales en essayant par ailleurs de couper celles de l’adversaire pour ruiner ses affaires. C’est ainsi qu'est mise en place ce que les historiens appellent la « stratégie des convois. » Elle n'est pas nouvelle car elle est utilisée lors de tous les conflits navals depuis le XVIIe siècle. Les navires de commerce, pour éviter les interceptions, se forment en convois qui traversent l’Atlantique sous l’escorte des navires militaires. Les gros convois profitent des départs des grandes escadres pour naviguer sous leur protection directe, mais les petits ou moyens groupes de marchands ne bénéficient la plupart du temps que d’une petite escorte de quelques navires de guerre, le plus souvent des frégates. Ses escortes légères sont suffisantes pour se protéger des corsaires, mais il en va tout autrement en cas de rencontre avec une importante force ennemie, ce qui est le cas ici.
À l’automne 1779, une escadre anglaise aux ordres de Hyde Parker stationne sur l’île de Sainte-Lucie, capturée l’année précédente et que les Français n’avaient pu reconquérir. Sainte-Lucie fournit à la Royal Navy un excellent mouillage pour surveiller Fort Royal de la Martinique, base qui accueille de son côté l’essentiel des escadres et les convois qui arrivent de France. La fin de l’année approchant, les opérations navales sont presque achevées : l’escadre du comte d'Estaing, qui a mené la guerre pendant deux ans dans la région, a pris le chemin du retour après l’échec du siège de Savannah (octobre), ne laissant que quelques vaisseaux dispersés dans les Antilles françaises. Quant aux forces de Hyde Parker, qui attendent l’arrivée de Rodney pour la campagne de 1780, elles sont au repos avec des équipages à terre et des réparations en cours pour certains navires.

## Trois vaisseaux français face à treize anglais

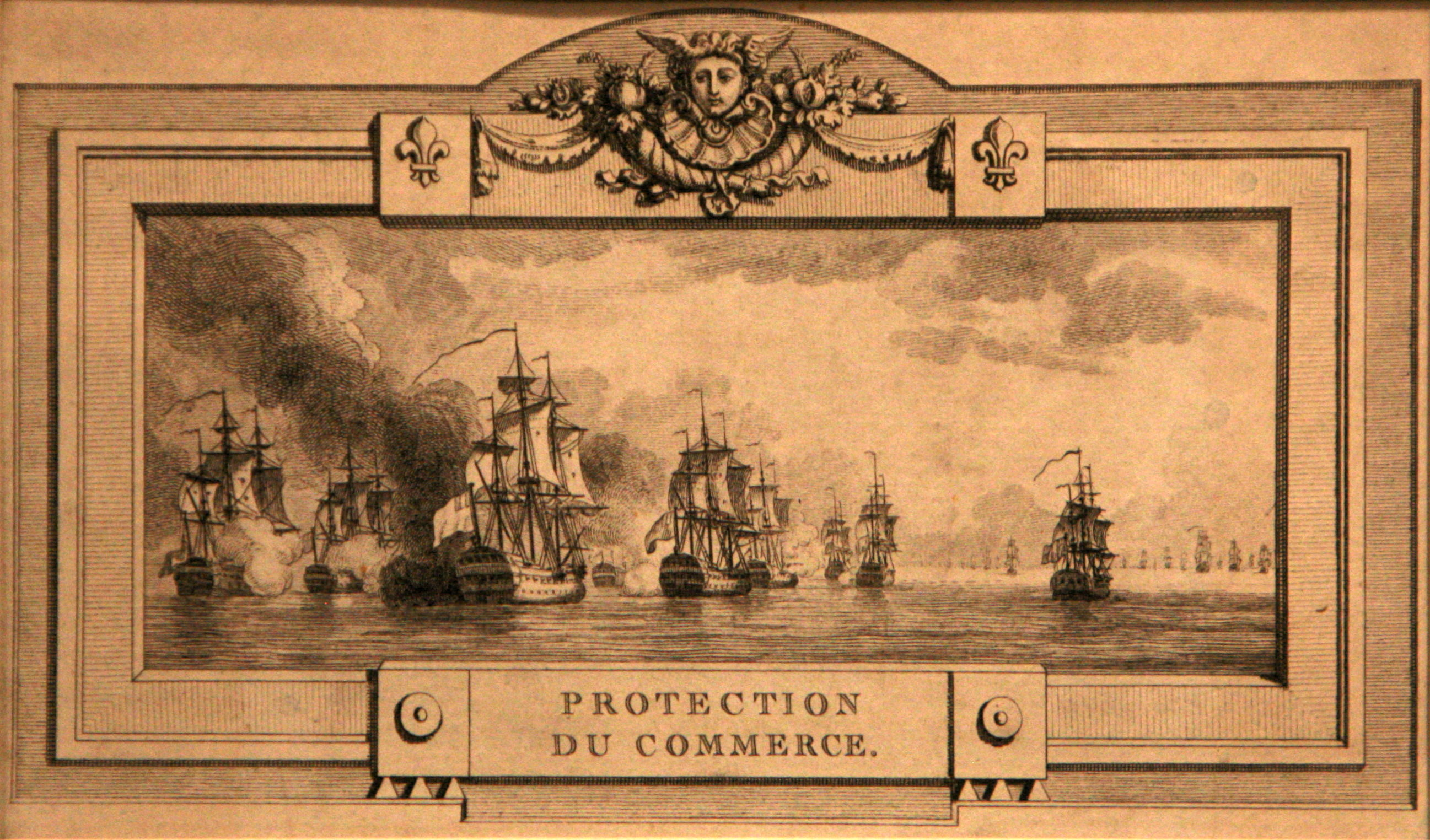
Protection du commerce. C'est l’une des missions de la Marine royale, pendant tous les conflits du XVIIIe siècle.

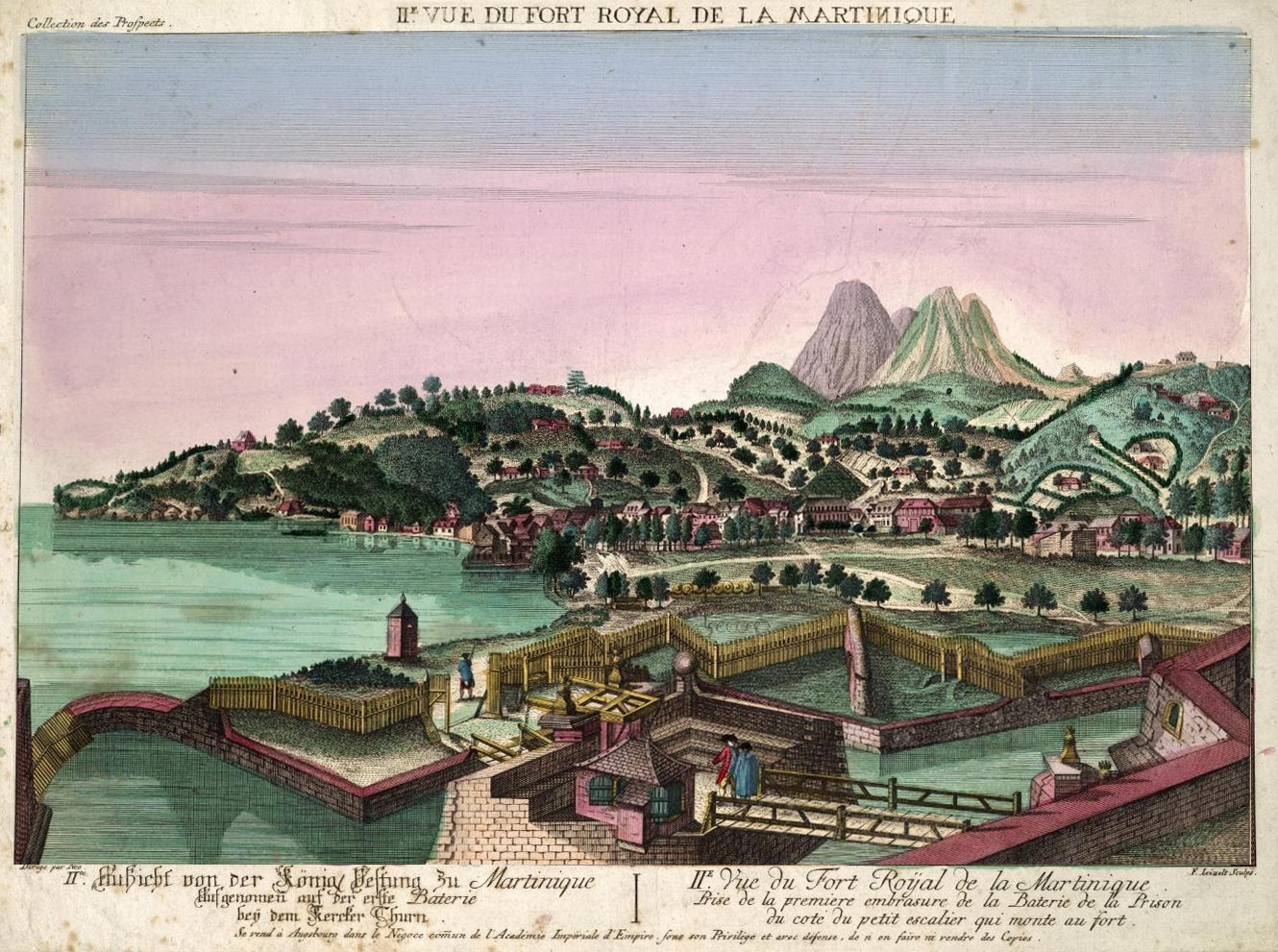
Vue de Fort Royal de la Martinique, vers 1750. Le combat se passe devant l’immense rade, le feu des batteries terrestres soutenant l’action des vaisseaux.

Le 18 décembre, vers 8 h 0, le HMS Preston (50 canons), qui stationne dans le chenal entre les deux îles, fait le signal indiquant qu’une flotte inconnue est sur l’horizon. Il s’agit d’un convoi de 26 navires marchands et de ravitaillement arrivant de Marseille et qui cherche à atteindre la Martinique. Il n’est escorté que d’une seule frégate, l’Aurore, de 32 canons. Son chef, le marquis de La Flotte, s’approche sans méfiance car une fausse information lui a laissé croire que Sainte-Lucie a été reprise par les Français. Parker réagit immédiatement et fait appareiller 5 vaisseaux qui se portent au devant du convoi alors que celui-ci est en train de s'engager dans le chenal au sud de la Martinique. Le convoi, sous la pression anglaise, se fractionne en deux tronçons : nombre de navires sont capturés alors que d’autres préfèrent s’échouer. Côté français, la division navale qui stationne à Fort Royal est au repos, ses équipages dispersés à terre. Aucune frégate n’est en patrouille, ce qui explique aussi que le convoi ait été repéré d’abord par les Anglais. Enfin alerté, on bat le rappel des hommes qui s’embarquent aussi vite que possible. Sur les 7 vaisseaux de la division, quatre sont totalement désarmés. On ne dispose donc que de 3 vaisseaux, alors que Hyde Parker, qui a fait appareiller toutes ses forces, aligne maintenant 13 navires de guerre. Le combat s’annonce perdu d’avance, mais La Motte-Picquet, qui commande les forces françaises est un rude combattant doublé d’un excellent manœuvrier.
Le convoi, qui serre la côte au plus près, s’approche de l’immense rade de Fort-Royal, appelée à l'époque le « Cul de Sac Royal » (il faut contourner l’île pour y entrer lorsque l’on arrive d’Europe). La frégate l’Aurore, qui s'est placée en queue, se bat déjà vigoureusement. La Motte-Picquet décide de fermer la rade aux forces de Hyde Parker en s’appuyant sur les batteries côtières de la pointe des Nègres et du fort Saint-Louis (au nord), de l’îlot à Ramiers et du cap Salomon (au sud). La Motte-Piquet engage ses 3 vaisseaux au centre de la rade, étant lui-même en tête sur l’Annibal (74 canons), bientôt suivi du Réfléchi (64) et du Vengeur (en) (64) qui ont eu plus de mal a rassembler leurs équipages. La manœuvre est loin d’être facile car les Français se retrouvent presque contre le vent, contrairement aux Anglais et au convoi. L’Annibal, engagé le premier, dégage rapidement la frégate l’Aurore et 8 marchands. Quand les deux autres vaisseaux arrivent, la petite division navale se retrouve face à 7 des 13 vaisseaux de Hyde Parker. Le combat, très vif, est mené à portée de mitraille puis de fusil. L’Annibal, à contre-bord de l’arrière-garde anglaise, est soutenu par la batterie de l’îlot à Ramiers et échange les coups les plus violents avec le HMS Conqueror (74). Le Réfléchi bataille seul au centre et le Vengeur affronte l’avant-garde de Parker avec le renfort des canons de la pointe des Nègres et du fort Saint-Louis. La canonnade, fort longue, est suivie par une foule considérable qui se masse sur le rivage. Le combat s’achève peu avant 19 h 0, lorsque Hyde Parker fait cesser le feu et profite de la nuit pour s’esquiver sur Sainte-Lucie.

## Le bilan: le convoi en grande partie sauvé avec une lettre de félicitations anglaise
Les trois vaisseaux rentrent criblés de boulets et les voiles en lambeaux. Côté anglais, on compte de multiples avaries dont 2 vaisseaux démâtés. Les pertes anglaises se montent à 150 tués et blessés, dont le capitaine du HMS Conqueror, emporté par l’une des dernières bordées. Les pertes françaises ne sont pas connues avec précision mais sont peu importantes. Le convoi, sauvé pour plus de moitié, entre dans Fort Royal. Dix des 26 transports ont été capturés par la Navy et quatre se sont échoués. Les cargaisons ne sont cependant pas perdues : des norias de chaloupes récupèrent munitions et marchandises avant d’incendier les épaves. Quelques jours après l'engagement, Hyde Parker, impressionné par les manœuvres de La Motte-Picquet, se fend d’une lettre de félicitations qui mérite d’être citée : 

« La conduite de Votre Excellence dans l'affaire du 18 de ce mois justifie pleinement la réputation dont vous jouissez parmi nous, et je vous assure que je n'ai pas été témoin sans envie de l’habileté que vous avez montré à cette occasion. Notre inimitié est passagère, et dépend de nos maîtres [rois], mais votre mérite a gravé sur mon cœur la plus grande admiration à votre égard. Je prendrai toujours le plus grand soin pour que vos parlementaires et vos prisonniers soient bien traités, et je saisirai avec plaisir toutes les occasions qui pourront se présenter pour vous donner des preuves de la considération et de l’estime avec lesquels je suis de Votre Excellence. »

Ce courrier admiratif restera justifié jusqu’à la fin du conflit, puisque La Motte-Picquet va accomplir avec succès toutes ses missions d’escorte au point d’apparaitre comme l’un des meilleurs officiers français de la guerre d’Indépendance américaine. Trois mois plus tard, avec 4 vaisseaux, il repousse encore une fois une division anglaise qui veut s’en prendre aux marchands qu'il protège et saisira en 1781 un énorme convoi anglais richement chargé avant de terminer la guerre invaincu alors même que Versailles, qui tarde à reconnaitre ses talents, ne lui a jamais confié le commandement d'une grande escadre. Quant à Hyde Parker, il ne rencontrera plus La Motte-Picquet et ne jouera qu’un rôle secondaire lors de la campagne de 1780. Il rentrera en Europe en 1781 pour combattre contre les Provinces-Unies (bataille de Dogger Bank) sans d'ailleurs voir la fin de la guerre, puisqu’il disparaitra en 1782 dans un naufrage sur la route des Indes.

## Galerie

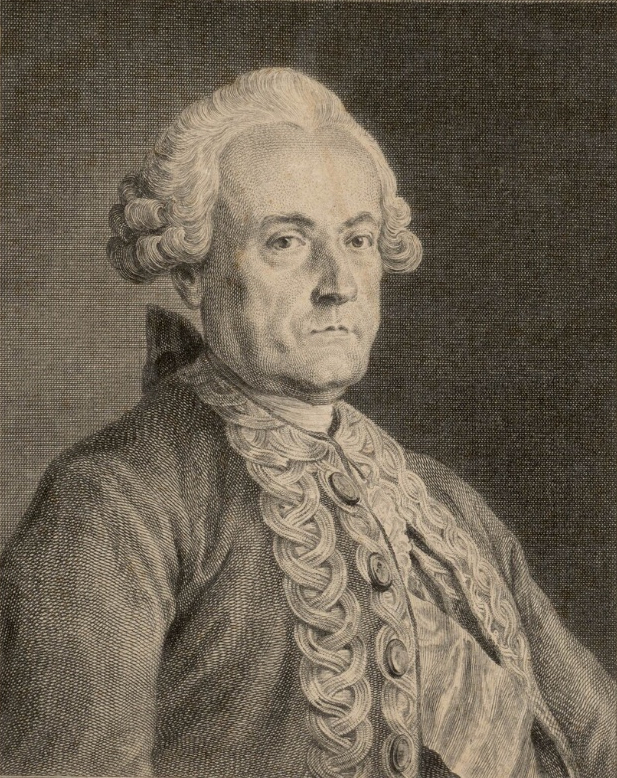
Avec 3 vaisseaux seulement, La Motte-Picquet doit faire face à 13 unités anglaises qui veulent intercepter le convoi arrivant de France.
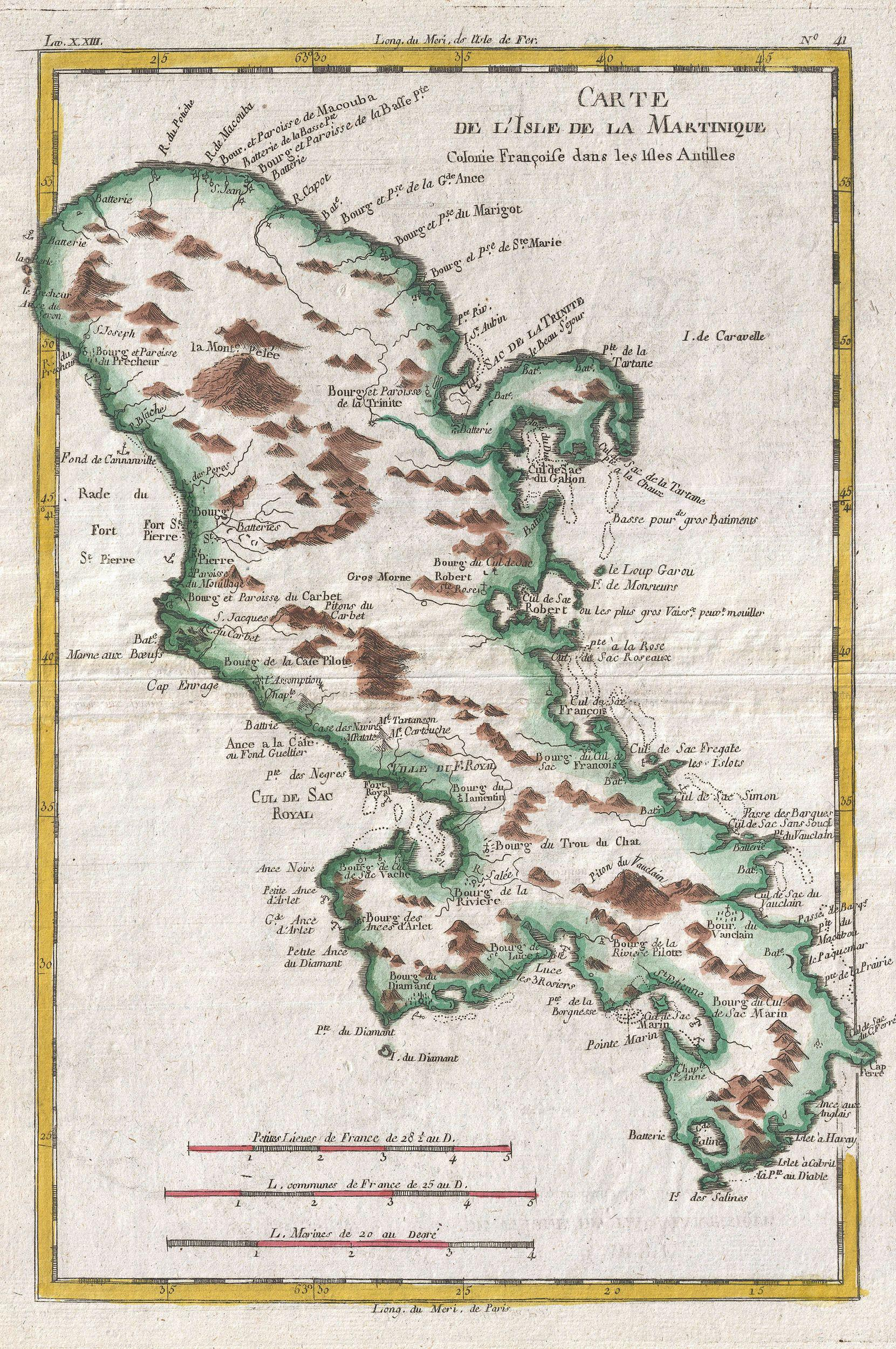
La Martinique en 1780. Pendant toute la guerre d'Amérique, l’île est un point d’appui essentiel aux escadres et aux convois français.
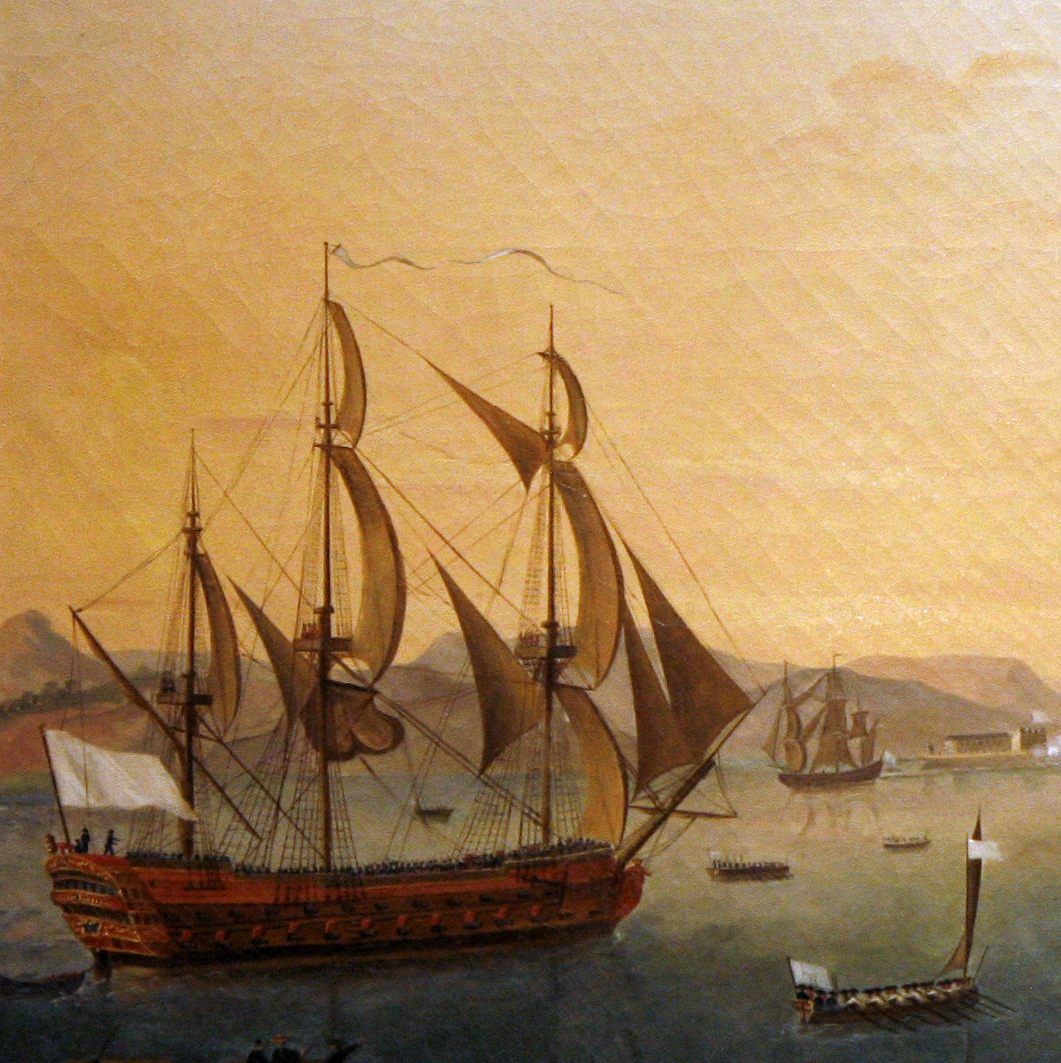
L’un des trois vaisseaux français, probablement le Vengeur ou le Réfléchi, sortant de Fort-Royal pour engager le combat.
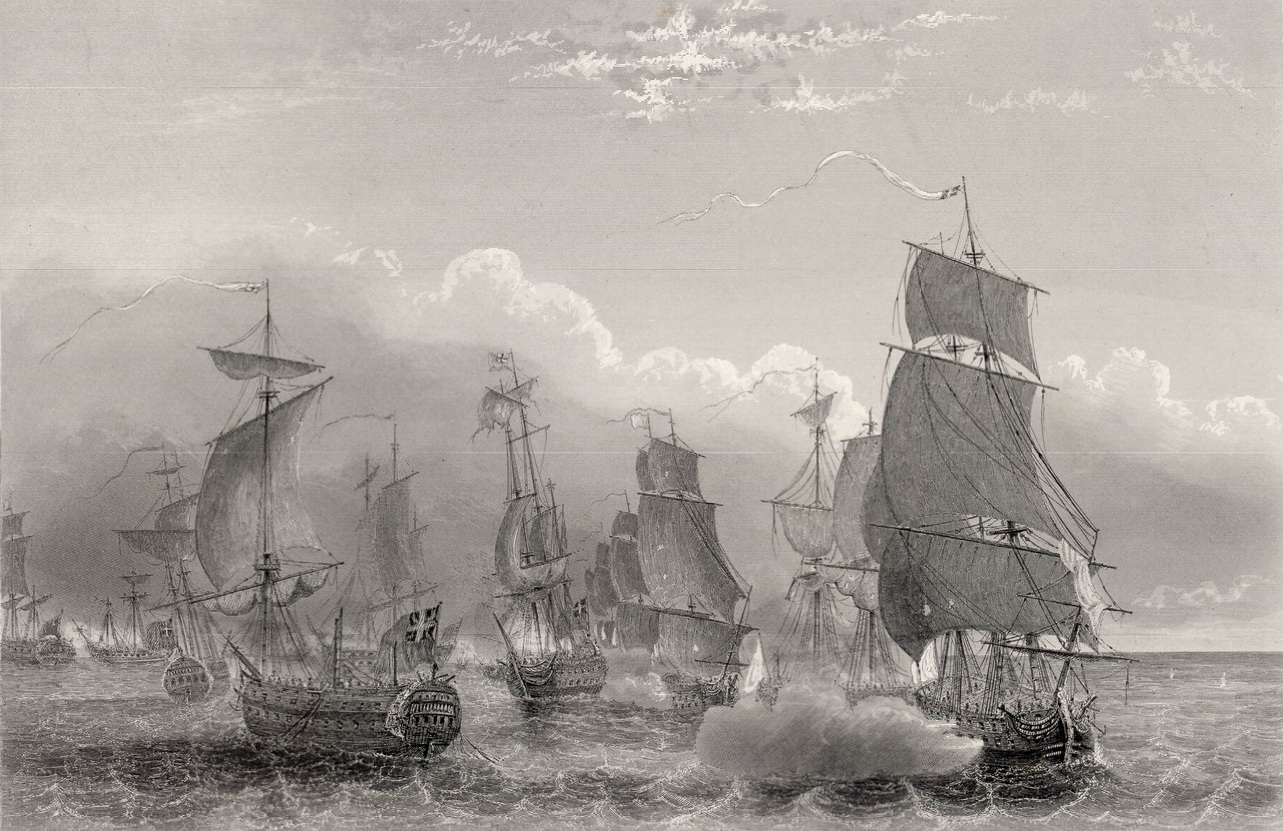
L'affrontement, très vif, dure jusqu’à la nuit tombante et permet de sauver plus de la moitié du convoi.
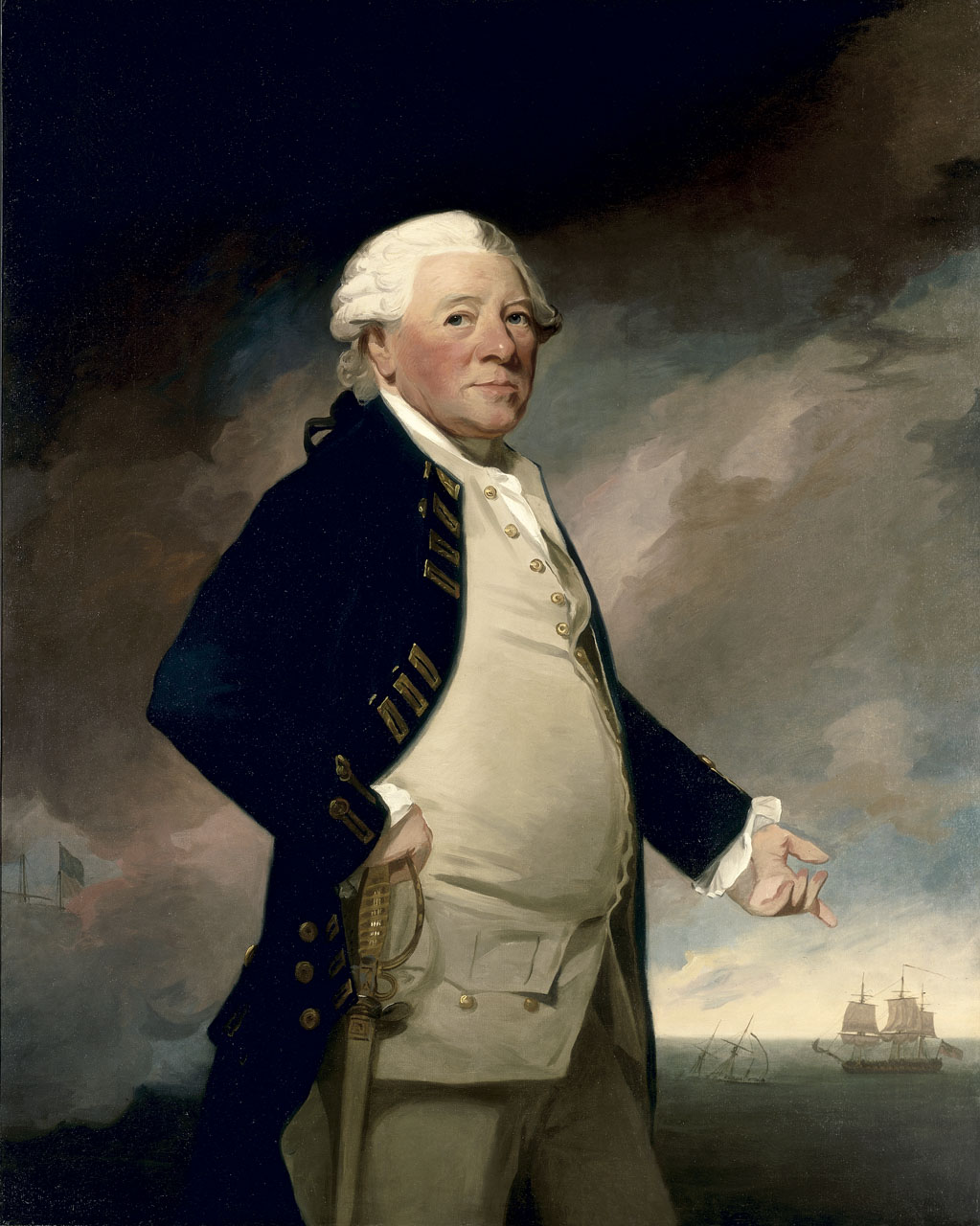
Hyde Parker, admiratif des manœuvres de son adversaire, lui adresse une lettre de félicitation après le combat.

### Sources et bibliographie
: document utilisé comme source pour la rédaction de cet article.
en français
- Olivier Chaline (dir.), Philippe Bonnichon (dir.) et Charles-Philippe de Vergennes (dir.), Les marines de la Guerre d'Indépendance américaine (1763-1783) : L'instrument naval, t. 1, Paris, PUPS, 2013, 453 p. (ISBN 978-2-84050-890-8).
- Olivier Chaline (dir.), Philippe Bonnichon (dir.) et Charles-Philippe de Vergennes (dir.), Les marines de la Guerre d'Indépendance américaine (1763-1783) : L'opérationnel naval, t. 2, Paris, PUPS, 2018, 457 p. (ISBN 979-10231-0585-8).
- Guy Le Moing, Les 600 plus grandes batailles navales de l'Histoire, Rennes, Marines Éditions, mai 2011, 620 p. (ISBN 978-2-35743-077-8)
- Michel Vergé-Franceschi, La Marine française au XVIIIe siècle : guerres, administration, exploration, Paris, Sedes, coll. « Regards sur l'histoire », 1996, 451 p. (ISBN 978-2-7181-9503-2)
- Michel Vergé-Franceschi (dir.), Dictionnaire d'histoire maritime, Paris, Robert Laffont, coll. « Bouquins », 2002, 1508 p. (ISBN 2-221-08751-8 et 2-221-09744-0)
- Jean Meyer et Martine Acerra, Histoire de la marine française : des origines à nos jours, Rennes, Ouest-France, 1994, 427 p. [détail de l’édition] (ISBN 2-7373-1129-2, BNF 35734655)
- Étienne Taillemite, Dictionnaire des marins français, Paris, éditions Tallandier, 2002, 573 p. (ISBN 978-2-84734-008-2)
- Jean Meyer et Jean Bérenger, La France dans le monde au XVIIIe siècle, Paris, éditions Sedes, 1993, 380 p. (ISBN 978-2-7181-3814-5)
- Rémi Monaque, Une histoire de la marine de guerre française, Paris, éditions Perrin, 2016, 526 p. (ISBN 978-2-262-03715-4)
- André Zysberg, La monarchie des Lumières : 1715-1786, Paris, Point Seuil, coll. « Nouvelle Histoire de la France moderne » (no 5), 2002, 552 p. (ISBN 978-2-02-019886-8)
- Patrick Villiers et Jean-Pierre Duteil, L'Europe, la mer et les colonies : XVIIe siècle-XVIIIe siècle, Paris, Hachette supérieur, coll. « Carré Histoire » (no 37), 1997, 255 p. (ISBN 978-2-01-145196-5)
- Jean-Claude Castex, Dictionnaire des batailles navales franco-anglaises, Laval (Québec), éditions Presses Université de Laval, 2004
- Georges Lacour-Gayet, La marine militaire de France sous le règne de Louis XVI, Paris, Honoré Champion, 1905 (lire en ligne)
- Louis Édouard Chevalier, Histoire de la marine française pendant la guerre de l'indépendance américaine, précédée d'une étude sur la marine militaire de la France et sur ses institutions depuis le commencement du XVIIe siècle jusqu'à l'année 1877, Paris, Hachette, 1877 (lire en ligne)
- Patrick Villiers et Jean-Pierre Duteil, L’Europe, la mer et les colonies au XVIIe – XVIIIe siècle, éditions Hachette, coll. « Carré Histoire », 1997

en anglais
- (en) Alfred Thayer Mahan, The major operations of the navies in the war of American independence, Boston, Little, Brown, and Company, 1913 (lire en ligne)
- (en) William Laird Clowes, The Royal Navy : a history from the earliest times to the present, vol. IV, Londres, Sampson Low, Marston & Co, 1898 (lire en ligne)